# Quando canta il cucco si dorme dappertutto

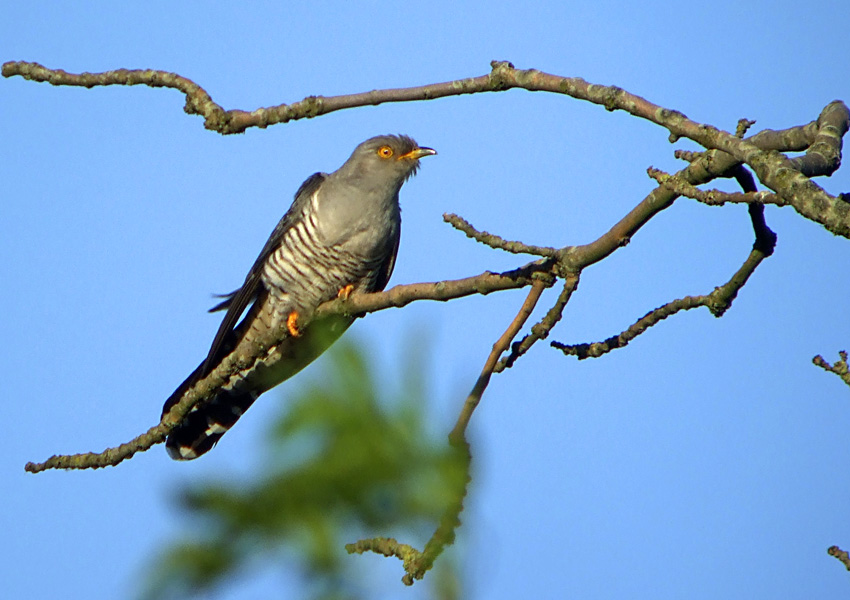
Il cuculo

Quando canta il cucco si dorme dappertutto è un proverbio popolare a sfondo laico, dato che si occupa delle abitudini del cuculo, che dai contadini viene preso come riferimento per la sua regolare apparizione e per il suo canto nel momento stesso in cui scocca la primavera
.

## Il cucco ed il sonno
L'arrivo del cuculo, abitualmente verso i primi di aprile, è un indice della buona stagione ed in campagna era utilizzato anche a fini giuridici per determinate scadenze: ad esempio nella antica Germania, il suo canto poteva anche coordinare il rilascio di fondi campagnoli.

## Il cucco e la quercia
Questo è un proverbio dell'Italia meridionale che ricorda al padrone di lavoro che è bella stagione anche per i lavoratori.

## Il cucco in romagna
(dialettale romagnolo)
Significa all'incirca "Bel cuculo di aprile, quanto tempo avrò prima di morire ?" Il proverbio chiama in causa il cuculo, dato che quest'animale, nel mondo contadino, viene visto come la personificazione dell'orologio.